# Археолого-краєзнавчий музей у с. Копачів
Археолого-краєзнавчий музей у с. Копачів розташований за адресою: Київська область, Обухівський район, вул. Центральна, 22/1 на другому поверсі приміщення сільської ради та є відділенням Київського обласного археологічного музею. 
Був відкритий 24 серпня 2008 року. 
Включений до переліку музеїв та заповідників, у яких зберігаються експонати державної власності.

## Експозиція
Експонати музею розташовані у двох залах. 
У першій представлені археологічні знахідки, у т.ч.: 
- рештки кісток мамонта, що були знайдені у 2000 році експедицією Національного науково-природничого музею НАН України;

- залишки тридцяти предметів трипільської культури, знайдені у 2006 році археологічною експедицією Інституту археології НАН України та Київського обласного археологічного музею під керівництвом М. Відейка.

У другій залі відтворений фрагмент інтер’єру української хати із старовинними предметами побуту.

## Діяльність
В музеї проводяться тематичні виставки та екскурсії, здійснюється науково-дослідницька робота, поповнення фондів.